# Yankton sioux
La tribù Yankton sioux è una tribù riconosciuta a livello federale di persone Yankton Western Dakota, situata nel South Dakota. Il loro nome Dakota è Ihanktonwan Dakota Oyate, che significa "popolo del villaggio della fine".
Storicamente, la tribù era la protettrice della sacra Pipestone Quarry per gli Oceti Sakowin.
La tribù mantiene un branco di bisonti in libertà.

## Lewis e Clark
Secondo la leggenda locale, quando Meriwether Lewis apprese che un bambino maschio era nato vicino all'accampamento della spedizione in quello che è oggi il Sud Dakota sudorientale, mandò a chiamare la madre e avvolse il neonato in una bandiera americana durante il consiglio di Calumet Bluff alla fine di agosto 1804. Lewis dichiarò il bambino un americano. Questo ragazzo crebbe fino a diventare un capo dell'Ihanktonwan Dakota (Yankton sioux), noto come Struck By-the-Ree. Tuttavia, i diari della spedizione non fanno menzione di questa circostanza.

## Pressione e cessione di terre
Verso la fine del 1850, la pressione per aprire quello che ora è il Sud Dakota sudorientale agli insediamenti bianchi era diventata molto forte. Struck-by-the-Ree e molti altri capi si recarono a Washington, alla fine del 1857 per negoziare un trattato con il governo federale. Per più di tre mesi e mezzo, elaborarono i termini di un trattato di cessione della terra. Il trattato di Washington fu firmato il 19 aprile 1858.
Di ritorno da Washington, Padaniapapi (Struck-by-The-Ree) disse alla sua gente: "Gli uomini bianchi stanno arrivando come vermi. È inutile resistergli. Sono molti di più di noi. Non potevamo sperare di fermarli. Molti dei nostri coraggiosi guerrieri sarebbero stati uccisi, le nostre donne e i nostri bambini sarebbero rimasti nel dolore, quindi non li fermeremo. Dobbiamo accettarli, ottenere i migliori termini che possiamo e cercare di adottare i loro modi".
Per circa undici milioni e mezzo di acri, ottennero un pagamento di circa 1,6 milioni di dollari in rendita che doveva essere pagato nei successivi 50 anni. Disposizioni specifiche del trattato chiedevano di educare la tribù a sviluppare abilità in agricoltura, arti industriali e lavori domestici. Questo trattato prevedeva la rimozione della tribù e il suo insediamento in  una riserva di 475.000 acri sul lato nord del fiume Missouri in quella che ora è la contea di Charles Mix (Charles E. Mix era il commissario che ha firmato per il governo federale). Il Senato degli Stati Uniti ratificò il trattato il 16 febbraio 1859 e il presidente James Buchanan lo autorizzò dieci giorni dopo. Il 10 luglio 1859, gli Yankton sioux liberarono le terre cedute e si trasferirono nella riserva appena creata.

## Governo
Il quartier generale della tribù si trova a Wagner, South Dakota ed è governato da un consiglio tribale non eletto democraticamente. La sua costituzione originale fu ratificata nel 1891.
È l'unica tribù Dakota/Lakota del South Dakota che non ha accettato di rispettare l'Indian Reorganization Act e mantiene il suo governo tradizionale.
Ufficialmente, la tribù Yankton sioux è chiamata "Ihanktonowan Dakota Oyate" nel dialetto locale. Gli Yankton sioux, o popolo Dakota, hanno adottato un simbolo tribale unico il 24 settembre 1975. Con piccole modifiche questo simbolo funge da sigillo, logo e bandiera.
Attraversare le parti gialle della bandiera a circa un terzo dal fondo c'è una linea rossa ondulata. Questo simboleggia una "preghiera" per legare la casa in amore e sicurezza. Il rosso è stato scelto dalla designer Gladys L. Moore, una Yankton sioux di Union Lake, Michigan, perché è un simbolo di vita. Il colore rosso era dipinto intorno alle parti inferiori dei tepee per indicare che quelli che venivano visitati sarebbero stati nutriti o che quel particolare tepee era uno dei tanti in cui si doveva tenere una festa.

## Riserva
La riserva della tribù è la Yankton Indian Reservation, fondata nel 1853 nella Contea di Charles Mix. La tribù ha una estensione terrestre di 36.741 acri. La maggior parte della tribù si trasferì nella riserva negli anni '60 dell'Ottocento.

## Tiro con l'arco
Il tiro con l'arco ha raggiunto una tecnologia notevole con gli Yankton sioux. Realizzandoli con materiali locali, la tribù utilizzava archi e frecce per cacciare cervi, antilopi e selvaggina di piccole dimensioni. Secondo quanto riferito, uno Yankton poteva uccidere un bisonte con ogni freccia della sua faretra.

### Archi
Un esempio di arco Yankton è stato trovato nel 1869 ed è conservato dal Dipartimento di antropologia dello Smithsonian Institution. È realizzato in frassino o quercia bianca ed è sostenuto da un tendine, rivestito con un materiale bianco gessoso per evitare che l'umidità allenti la corda. Ci sono resti di pigmento rosso sulla superficie dell'arco e quattro barre rosse sono dipinte sul retro. L'arco è di soli 109 centimetri, da punta a punta, con arti spessi è molto forti.
La corda dell'arco è un tendine a due strati. "La corda del tendine è rotta ma ben fatta ed è permanentemente legata all'arto inferiore con un nodo scorsoio.

### Frecce
Anche le frecce raccolte nel 1869 hanno punte in metallo. Le quattro frecce vanno da 57 centimetri (la più corta) a 63 (la più lunga). A differenza della maggior parte delle frecce sioux dell'epoca e della regione, queste erano fatte di noce spaccata. Con le loro frecce a punta larga in ferro, potevano avere un potere di penetrazione profonda tirate con le spesse aste di noce. Le piume erano due piume di falco e una piuma di tacchino usata come piuma di gallo. Erano attaccate con colla animale e una cordicella. La vernice blu e verde è evidente sotto le piume. Le cocche sono ampiamente svasate.

### Faretre e astucci
Anche la faretra è sioux, ed è stata donata nel 1892, ma non raccolta contemporaneamente all'arco e alle frecce. È in pelle di daino conciata con perline nella parte superiore e inferiore. C'è anche una frangia in alto e in basso.

## Sviluppo economico
La tribù possiede e gestisce il Fort Randall Casino and Hotel a Pickstown, e il Lucky Lounge e il Four Directions Restaurant.